# III Korpus Pancerny SS
III Korpus Pancerny SS (inaczej III Germański Korpus Pancerny SS) – niemiecki oddział wojskowy, utworzony 15 kwietnia 1943 roku na poligonie Grafenwöhr. Planowano, że będzie grupował Dywizję Wiking i formowaną Dywizję Nordland. W skład dywizji wchodziły "germańskie "dywizje Waffen-SS walczące na froncie wschodnim. Podporządkowany kolejno: Grupie Armii F, Grupie Armii Nord i Grupie Armii Wisła. Wojnę zakończył w okolicach Meklemburgii.

## Miejsca stacjonowania i działania
- Niemcy (maj - wrzesień 1943)
- Jugosławia (wrzesień - grudzień 1943)
- północny sektor frontu wschodniego (grudzień 1943 - luty 1945)
- Niemcy (luty - maj 1945)

## Podporządkowanie
- wrzesień 1943: 2 Armia Pancerna (Grupa Armii F)
- grudzień 1943: Grupa Armii Północ
- styczeń 1944: 18 Armia (Grupa Armii Północ)
- luty 1945: 11 Armia (Grupa Armii Wisła)

## Dowódcy korpusu
- gen.[1] Felix Steiner (maj 1943 - listopad 1944)
- gen. Georg Keppler (listopad 1944 - luty 1945)
- gen. Matthias Kleinheisterkamp (luty 1945)
- gen. Martin Unrein (luty - marzec 1945)
- gen. mjr Joachim Ziegler (marzec - maj 1945)[2]

## Jednostki korpusu
- 103 Ciężki Batalion Pancerny SS
- 103 Batalion Wyrzutni Rakietowych SS
- 503 Ciężki Dywizjon Artylerii SS
- 3 Korpuśny Batalion Łączności SS
- 103 Ciężka Bateria Obserwacyjna SS
- 503 Oddział Zaopatrzeniowy SS
- 503 Batalion Sanitarny SS
- 103 Oddział Żandarmerii SS
- 503 Oddział Pocztowy SS
- 103 Batalion Uzupełnień SS

## Skład 1 marca 1945
- 11. Ochotnicza Dywizja Grenadierów Pancernych SS Nordland
- 28. Ochotnicza Dywizja Grenadierów Pancernych SS (1. walońska) Wallonien.
- 27. Ochotnicza Dywizja Grenadierów Pancernych SS (1. flamandzka) Langemarck
- 23 Dywizja Grenadierów Pancernych SS Nederland